# تالاب آلاگل
تالاب آلاگل یک تالاب بین المللی و بزرگترین دریاچه استان گلستان محسوب میشود. آب این تالاب شور است و در شهرستان گنبد کاووس، بخش داشلی برون و در کنار شهر اینچه برون واقع است. فاصله این تالاب تا شهر گنبد کاووس حدود ۷۵ کیلومتر است.
آلاگل ۲۵ کیلومتر مربع مساحت و حداکثر ۲٫۵ متر عمق دارد.
تالاب آلاگل در چند کیلومتری مرز ترکمنستان و در مرکز شوره‌زار بزرگ ترکمن صحرا واقع شده و یک دریاچه آب شور است، به همین جهت پرورش ماهیان شورآب‌زی دریای خزر به‌ویژه ماهی سفید و کپور در این تالاب رونق زیادی دارد.
مجموعه سه تالاب آلاگل، آلماگل و آجی‌گل به عنوان تالاب بین‌المللی از سال ۱۹۷۵ در کنوانسیون رامسر به ثبت رسیده و با مساحت ۱۴۰۰ هکتار تحت حفاظت سازمان محیط زیست است.